# Elecciones generales de Montserrat de 1955
Elecciones generales tuvieron lugar en Montserrat el 18 de marzo de 1955. El resultado fue una victoria para el Partido Laborista de Montserrat, el cual ganó tres de cinco escaños en la Asamblea Legislativa. Los otros dos escaños fueron obtenidos por el candidato independiente R. W. Griffiths, quien se había retirado del Partido Laborista, y un comerciante, William Lleweyn Wall.

## Resultados
| Partido                             | Votos | %    | Escaños | +/– |
| ----------------------------------- | ----- | ---- | ------- | --- |
| Partido Laborista de Montserrat     | 1 246 | 47,4 | 3       | –2  |
| Independientes                      | 1 385 | 52,6 | 2       | +2  |
| Votos en blanco/nulos               |       | –    | –       | 24  |
| Total                               | 2 824 |      | 5       | 0   |
| Electores registrados/participación | 2 911 |      | –       | –   |
| Fuente: Emmanuel                    |       |      |         |     |